# Красная Равнина
Кра́сная Равни́на (до 1945 года Кулла́р-Кипча́к; укр. Красна Ровнина, крымскотат. Qullar Qıpçaq, Къуллар Къыпчакъ) — исчезнувшее село в Первомайском районе Республики Крым, располагавшееся на северо-востоке района, в степной части Крыма, около 2,5 километрах северо-восточнее села Каменка.

### Динамика численности населения
| - 1805 год — 195 чел. - 1864 год — 8 чел. - 1889 год — 144 чел. - 1892 год — 118 чел. | - 1900 год — 222 чел. - 1911 год — 118 чел. - 1915 год — 152/138 чел. - 1926 год — 264 чел. |

## История
Первое документальное упоминание села встречается в Камеральном Описании Крыма… 1784 года, судя по которому, в последний период Крымского ханства Кыпчак входил в Четырлыкский кадылык Перекопского каймаканства. После присоединения Крыма к России (8) 19 апреля 1783 года, (8) 19 февраля 1784 года, именным указом Екатерины II сенату, на территории бывшего Крымского Ханства была образована Таврическая область и деревня была приписана к Перекопскому уезду. После Павловских реформ, с 1796 по 1802 год, входила в Перекопский уезд Новороссийской губернии. По новому административному делению, после создания 8 (20) октября 1802 года Таврической губернии, Кулар-Кипчак был включён в состав Бозгозской волости Перекопского уезда.
По Ведомости о всех селениях в Перекопском уезде состоящих с показанием в которой волости сколько числом дворов и душ… от 21 октября 1805 года в деревне Кипчак числилось 27 дворов и 195 жителей — крымских татар. На военно-топографической карте генерал-майора Мухина 1817 года деревня Кулар копчак обозначена с 40 дворами. После реформы волостного деления 1829 года Кипчак, согласно «Ведомости о казённых волостях Таврической губернии 1829 года» отнесли к Эльвигазанской волости (переименованной из Бозгозской). На карте 1836 года в деревне Кипчак 16 дворов. Затем, видимо, вследствие эмиграции крымских татар в Турцию, деревня опустела и на карте 1842 года Кипчак обозначен условным знаком «малая деревня», то есть, менее 5 дворов.
В 1860-х годах, после земской реформы Александра II, деревню приписали к Ишуньской волости. Согласно «Памятной книжке Таврической губернии за 1867 год», деревня стояла покинутая, ввиду эмиграции крымских татар, особенно массовой после Крымской войны 1853—1856 годов, в Турцию. А в «Списке населённых мест Таврической губернии по сведениям 1864 года», составленном по результатам VIII ревизии 1864 года, Куллар-Кипчак — владельческая деревня, с 1 двором и 8 жителями при балке Четырлыке (на трехверстовой карте 1865—1876 года обозначен, как Кипчак с 1 двором). Согласно энциклопедическому словарю «Немцы России», в 1880 году, выходцами из бердянских колоний, на 1872 десятинах земли, было основано немецкое лютеранско-евангелистское поселение Вестгейм (нем. Westheim). По «Памятной книге Таврической губернии 1889 год», по результатам Х ревизии 1887 года, в деревне Куллар-Кипчак числилось 22 двора и 144 жителя.
После земской реформы 1890 года Куллар-Кипчак отнесли к Джурчинской волости. Согласно «…Памятной книжке Таврической губернии на 1892 год», в деревне Куллар-Кипчак, составлявшей Куллар-Кипчакское сельское общество, было 118 жителей в 16 домохозяйствах. По «…Памятной книжке Таврической губернии на 1900 год» в деревне Куллар-Кипчак числилось 222 жителя в 24 дворах. На 1902 год в деревне имелась земская больница на 7 коек, работали врач и фельдшер. В 1911 году в деревне, согласно энциклопедическому словарю, было 118 жителей. По Статистическому справочнику Таврической губернии. Ч.II-я. Статистический очерк, выпуск пятый Перекопский уезд, 1915 год, в деревне Куллар-Кипчак Джурчинской волости Перекопского уезда числилось 28 дворов (19 дворов с землёй, 9 — безземельные) с немецким населением в количестве 152 человек приписных жителей и 138 «посторонних», из которых 168 мужчин и 132 женщины. Жители владели 1450 десятинами удобной земли. В хозяйствах имелось 213 лошадей, 2 вола, 84 коровы и 54 головы мелкого скота. На 1917 год в селении действовала больница (врач и фельдшер).
После установления в Крыму Советской власти, по постановлению Крымревкома от 8 января 1921 года № 206 «Об изменении административных границ» была упразднена волостная система и в составе Джанкойского уезда был создан Джанкойский район. В 1922 году уезды преобразовали в округа. 11 октября 1923 года, согласно постановлению ВЦИК, в административное деление Крымской АССР были внесены изменения, в результате которых округа были ликвидированы, основной административной единицей стал Джанкойский район и село включили в его состав. Согласно Списку населённых пунктов Крымской АССР по Всесоюзной переписи 17 декабря 1926 года, в селе Куллар-Кипчак Джурчинского сельсовета Джанкойского района числилось 55 дворов, из них 46 крестьянских, население составляло 264 человека, из них 218 немцев, 20 молдаван, 17 русских, 4 украинцев, 4 чеха, 1 эстонец, действовала немецкая школа. После создания 15 сентября 1931 года Фрайдорфского (переименованного в 1944 году в Новосёловский) еврейского национального района Куллар-Кипчак включили в его состав, а после разукрупнения в 1935-м и образования также еврейского национального Лариндорфского (с 1944 — Первомайский), село переподчинили новому району. Вскоре после начала Великой Отечественной войны, 18 августа 1941 года крымские немцы были выселены, сначала в Ставропольский край, а затем в Сибирь и северный Казахстан.
Указом Президиума Верховного Совета РСФСР от 21 августа 1945 года Куллар-Кипчак был переименован в Красную Равнину и Куллар-Кипчакский сельсовет — в Красноравнинский. С 25 июня 1946 года Красная Равнина в составе Крымской области РСФСР, а 26 апреля 1954 года Крымская область была передана из состава РСФСР в состав УССР. Время упразднения сельсовета и включения в Октябрьский сельсовет пока не выяснено: на 15 июня 1960 года село уже числилось в его составе. Упразднено между 1 июня 1977 года (на эту дату село ещё числилось в составе совета) и 1985 годом (в перечнях административно-территориальных изменений после этой даты не упоминается).